# Firmin Baes

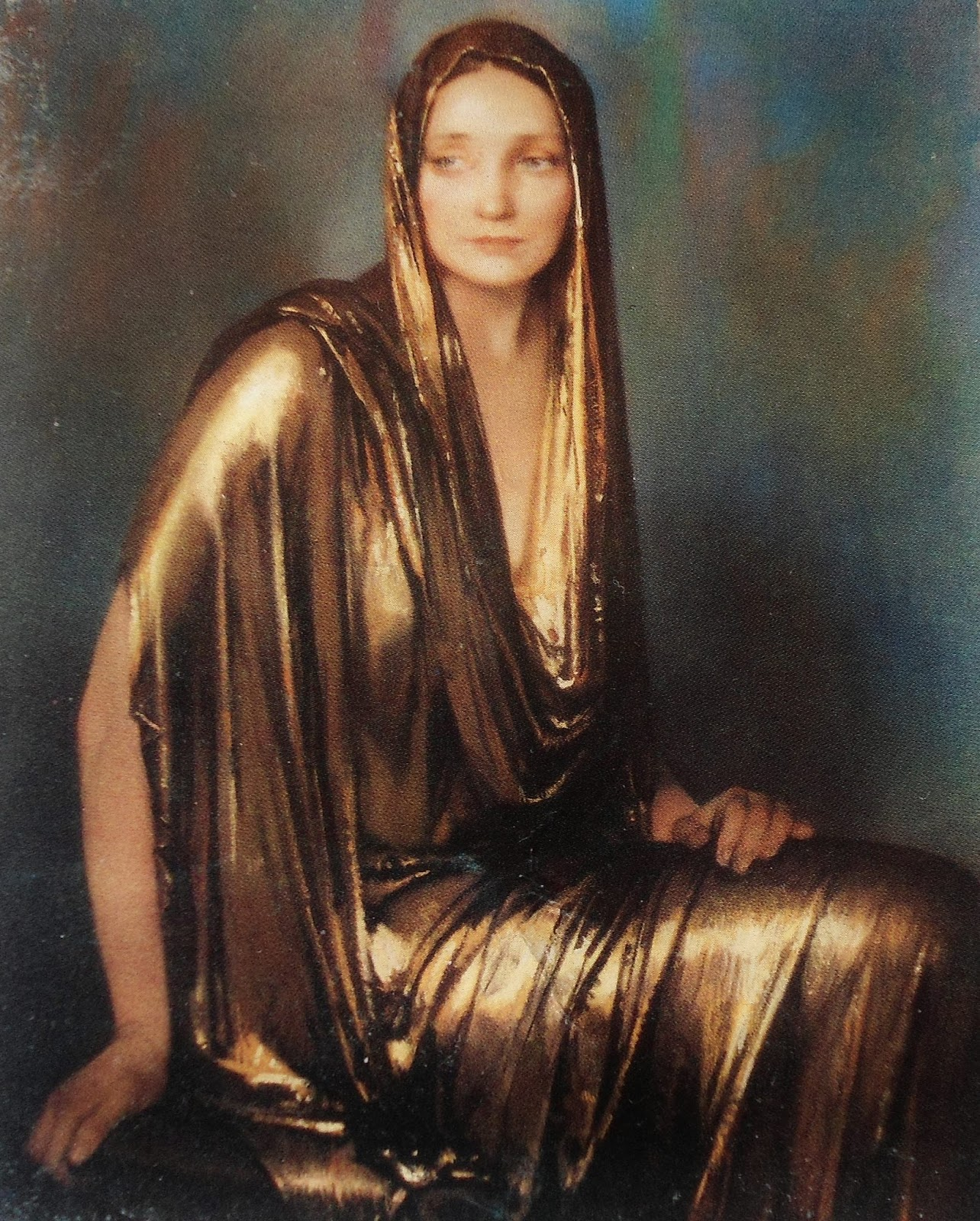
Frau in Gold

Firmin Baes (* 18. April 1874 in Saint-Josse-ten-Noode; † 4. Dezember 1943 in Brüssel) war ein belgischer Maler, Pastellkünstler, Zeichner und Plakatkünstler.

## Leben und Werk
Baes war der Sohn von Henri Baes und Héloïse Boly. Sein Vater war Dekorationsmaler, Architekt, Direktor der École des Arts décoratifs de Bruxelles und Mitglied der Commission des Monuments historiques (Kommission für historische Denkmäler).
Firmin wurde vom Vater zum Dekorateur ausgebildet. Während der Arbeit mit seinem Vater lernte er um 1880 den Maler Léon Frédéric kennen, der sein Meister wurde. Von 1888 bis 1894 studierte Baes an der Académie royale des Beaux-Arts de Bruxelles. Mit seinen Studienkollegen Emile Fabry und Victor Rousseau gründete er 1894 die „Académie de la Patte de Dindon“, die nach einem gleichnamigen Café am Grand Place in Brüssel benannt war.
Er wurde eng mit der Künstlergruppe um die Zeitschrift „Pour l’Art“ verbunden, die von Octave Maus, Edmond Picard und Emile Verhaeren herausgegeben wurde. Im Jahr 1898 schloss sich Firmin Baes der Gruppe an, zu deren Mitgliedern bereits Jean Delville, Victor Rousseau, Hector Thys und andere zählten. 1900 stellte er in der Ausstellung „Pour l'Art“ ein Gemälde „Bogenschützen“ aus, mit dem er im selben Jahr auf der Weltausstellung Paris 1900 die Bronzemedaille erhielt.
Um 1900 entwickelte Firmin Baes eine Pastelltechnik auf Leinwand, die zu einem großen Teil zu seinem Ruhm beitrug.
1902 heiratete er Marie Nélis, eine Freundin seiner beiden Schwestern Irma und Alice. Das Ehepaar hatte drei Töchter. Als Schriftsteller verfasste Baes 1941 eine illustrierte Geschichte der Maler (Librairie Générale-Cooreman, Brüssel).
Er war ein Amateurschauspieler und Mitglied einer Revue, für die er Stücke schrieb.
Er wurde 1923 zum Offizier des belgischen Kronenordens ernannt.
Firmin Baes schuf in seinem Leben 1340 Gemälde, darunter 212 Porträts, 264 Stillleben, 152 Aktbilder und 227 Landschaften. Der Künstler schuf auch einige Plakate, Wandgemälde, und auch viele Zeichnungen und Pastellskizzen, die er seinen Freunden schenkte.